# Apocalyptica (альбом)
Apocalyptica — пятый студийный альбом финской группы Apocalyptica, выпущенный в 2005 году. Первый альбом группы, в который были включены треки с вокалом — «Life Burns», «Bittersweet», «En Vie» и «Betrayal/Forgiveness». Ранее вокальные варианты собственных инструментальных композиций Apocalyptica издавались только в сингловом варианте. В записи песен приняли участие финские вокалисты Лаури Юлёнен (The Rasmus) и Вилле Вало (HIM), а также французская певица Эммануэль Моне (Manu). Также в записи альбома принял участие ударник группы Slayer Дэйв Ломбардо. В поддержку альбома были выпущены три сингла: «Bittersweet», «Wie Weit» и «Life Burns», на все три песни были сняты видеоклипы, транслировавшиеся по MTV. Песня «Bittersweet» стала главной музыкальной темой компьютерной игры Die Siedler: Das Erbe Der Konige.
В поддержку альбома Apocalyptica провели мировой тур, в марте впервые посетив США и Южную Америку, а также выступив вместе с Rammstein. Всего в 2005 году группой было отыграно более 150 шоу в десятках стран Европы и Америки. В ноябре группа дала несколько концертов в разных городах России.

## Список композиций
| №  | Название               | Длительность |
| -- | ---------------------- | ------------ |
| 1  | «Life Burns!»          | 03:06        |
| 2  | «Quutamo»              | 03:27        |
| 3  | «Distraction»          | 03:56        |
| 4  | «Bittersweet»          | 04:25        |
| 5  | «Misconstruction»      | 03:55        |
| 6  | «Fisheye»              | 04:09        |
| 7  | «Farewell»             | 05:32        |
| 8  | «Fatal Error»          | 02:59        |
| 9  | «Betrayal/Forgiveness» | 05:13        |
| 10 | «Ruska»                | 04:39        |
| 11 | «Deathzone»            | 10:14        |

| №  | Название                              | Длительность |
| -- | ------------------------------------- | ------------ |
| 12 | «My Friend of Misery»                 | 05:17        |
| 13 | «South of Heaven / Mandatory Suicide» | 05:27        |

| №  | Название      | Длительность |
| -- | ------------- | ------------ |
| 12 | «How Far»     | 03:29        |
| 13 | «Wie Weit»    | 03:29        |
| 14 | «Bittersweet» | 03:21        |

## Участники записи
Apocalyptica
- Эйкка Топпинен — виолончель, программирование, музыка (треки 1—6, 10 и 11)
- Пертту Кивилааксо — виолончель, программирование, музыка (треки 7 и 9)
- Пааво Лётьёнен — виолончель

Дополнительный персонал
- Микко Сирен — ударные (1—8, 10—13); программирование
- Лаури Юлёнен — вокал и тексты композиций «Life Burns!» и «Bittersweet»
- Вилле Вало — вокал и текст композиции «Bittersweet»
- Дэйв Ломбардо — ударные в «Betrayal/Forgiveness»
- Микко Мойланен — контрабас в «Betrayal/Forgiveness» и «Deathzone»
- Эмманюэль Моне (Ману) — вокал в «En Vie»
- Марта Яндова — вокал в «How Far» и «Wie Weit»

## Реакция
| Оценки критиков | Оценки критиков |
| Источник        | Оценка          |
| --------------- | --------------- |
| AllMusic        | [ 1 ]           |
| Rock Hard (de)  | (9/10)          |

В 2005 году журнал Rock Hard поставил альбом Apocalyptica 483-e место в списке The 500 Greatest Rock & Metal Albums of All Time.